# Białe (gmina)
Białe – dawna gmina wiejska istniejąca w XIX wieku w guberni warszawskiej. Siedzibą władz gminy było Białe.
Za Królestwa Polskiego gmina Białe należała do powiatu gosty(ni)ńskiego w guberni warszawskiej.
Gminę zniesiono w połowie 1870 roku a jej obszar włączono do gminy Łąck.